# NGC 2471
NGC 2471 je dvojna zvijezda u zviježđu Risu. 

## Vanjske poveznice
- SEDS: NGC 2471